# 克拉拉与太阳 (电影)
《克拉拉与太阳》（英語：Klara and the Sun）是一部尚未上映的美國科幻电影，由塔伊加·維迪提執導，達維·華勒編劇，劇情改編自石黑一雄所著的同名2021年小說。本片由珍娜·奧特嘉領銜主演。

## 演員
- 珍娜·奧特嘉飾演克拉拉（Klara）[1]
- 艾美·亞當斯飾演裘西的母親[1]
- 米亞·塔里亞（Mia Tharia）飾演裘西（Josie）[1]
- 阿蘭·墨菲（Aran Murphy）飾演瑞克（Rick）[2]
- 娜塔莎·雷昂飾演經理[1]
- 西蒙·贝克[1]
- 史蒂夫·布西密[3]

## 製作
2020年7月，索尼電影集團旗下的3000 Pictures買下了石黑一雄小說《克拉拉与太阳》的電影改編權，小說於隔年才正式出版。2021年3月12日，報導稱達維·華勒負責執筆劇本，而原著作者石黑將是執行製作人的一員。2023年5月，塔伊加·維迪提有望擔任本片的導演兼製片，商談正在進行中。
2024年1月，維迪提確定擔任導演，而珍娜·奧特嘉正在洽談能否擔任主演。隔月，艾美·亞當斯、米亞·塔里亞（Mia Tharia）、阿蘭·墨菲（Aran Murphy，基利安·墨菲的兒子）、娜塔莎·雷昂與西蒙·贝克加入演員陣容，奧特嘉確認將飾演主角克拉拉。2024年8月，史蒂夫·布西密據稱將演出本片。
本片以「淚和雨」（Tears and Rain）當作暂定名称，主体拍摄於2024年1月的時候已經展開，劇組在瓦納卡的銀光製片廠（Silverlight Studios）拍了一場戲。同年4月，本片在奧克蘭進行拍攝。

## 外部連結
- 互联网电影数据库（IMDb）上《克拉拉与太阳》的资料（英文）